# Jaume Cases Martínez
Jaume Cases Martínez (Barcelona, 1942 – Reus, 29 de setembre del 2023) fou un escultor català.

## Biografia
S'inicià com escultor tallista a l'empresa Dan Karner de Barcelona. El 1974 es traslladà a Austràlia, on va conèixer a fons les tècniques escultòriques i treballà per al Museu de Ciències Naturals de Sydney i al Museu de Cera de Sydney. De tornada a Barcelona continuà la seva tasca com escultor modelista per al Museu de Zoologia de Barcelona, la Diputació de Barcelona, el Servei d'Arqueologia de la Generalitat i el Museu de la Ciència de Barcelona.
Cases Martínez realitzà nombrosos encàrrecs de maquetes i efectes especials per a espots publicitaris a la televisió. Entre el 1984 i el 1987, dibuixà còmics per a Walt Disney. Durant els Jocs Olímpics de Barcelona treballà com a dissenyador i escultor amb l'equip de Javier Mariscal per a la creació de les escultures de Cobi, Petra o Nosi, entre d'altres. Dugué a terme diverses maquetes durant l'Exposició Universal de Sevilla per als pavellons de la Naturalesa i de l'ONCE.
Des del 1993, celebrà diverses exposicions a Barcelona. Per a la basílica de la Sagrada Família dugué a terme diversos treballs: una maqueta monumental de la nau central, cinquanta-sis escultures de mènsules d'àngels a l'absis, set escultures de capitells florals i àngels gaudinians a la cripta. Entre la seva obra pictòrica recent destacà un retrat del Papa Benet XVI.
Té obra publica a Barcelona (bust-monument al pintor Ramon Calsina), Sant Boi de Llobregat i tingué un taller a Sant Quirze del Vallès.

## Exposicions rellevants
- 2013 - Museu Diocesà de Barcelona.[3]